# Юнусовский сельсовет
Юнусовский сельсовет — муниципальное образование в Мечетлинском районе Республики Башкортостан Российской Федерации.
Административный центр — деревня Юнусово.

## История
Согласно Закону о границах, статусе и административных центрах муниципальных образований в Республике Башкортостан имеет статус сельского поселения.

## Население
| 2002  | 2009  | 2010  | 2012  | 2013  | 2014  | 2015  |
| ----- | ----- | ----- | ----- | ----- | ----- | ----- |
| 1475  | ↗1521 | ↗1584 | ↘1553 | ↘1525 | ↘1499 | ↘1425 |
| 2016  | 2017  | 2018  |       |       |       |       |
| ↘1411 | ↘1348 | ↘1331 |       |       |       |       |

## Состав сельского поселения
| № | Населённый пункт | Тип населённого пункта          | Население |
| - | ---------------- | ------------------------------- | --------- |
| 1 | Юнусово          | деревня, административный центр | ↗457      |
| 2 | Таишево          | деревня                         | ↗343      |
| 3 | Аюпово           | деревня                         | ↗342      |
| 4 | Абдрахимово      | деревня                         | ↗324      |
| 5 | Тимиряково       | деревня                         | ↗118      |

### Упразднённые населённые пункты
Аккино — упраздненная в 1986 году деревня

## Известные уроженцы
- Валеев, Ильяс Иштуганович (род. 25 января 1949) — доктор педагогических наук, профессор (1999), профессор (2010)[13][14].